# Sonic Jump Fever
Sonic Jump Fever est un jeu vidéo de plates-formes publié en 2014 et développé par le studio britannique Hardlight (en). C'est la suite de Sonic Jump. Le jeu est ouvert au téléchargement pour les systèmes iOS et Android le 10 juillet 2014. Toutefois, il n'est plus disponible au téléchargement sur le Google Play depuis le 7 novembre 2016.

## Système de jeu
Le gameplay est similaire à celui du précédent titre Sonic Jump. L'objectif du jeu est de parcourir un parcours vertical le plus haut possible. Le joueur incline son smartphone pour déplacer le personnage vers la gauche et la droite, et peut appuyer sur l'écran pour effectuer un double saut. Le joueur obtient des points lorsqu'il frappe les ennemis. Contrairement au Sonic Jump original, Fever se concentre sur le multijoueur compétitif. Le jeu contient un classement affiché avant chaque tour montrant aux joueurs les meilleurs scores des autres participants. Ces scores du classement sont réinitialisés deux fois par semaine pour encourager le jeu compétitif,[réf. souhaitée].

## Réception
Sonic Jump Fever reçoit une note globale de 54 sur 100 sur Metacritic, ce qui indique des « avis mitigés ou moyens ». Le journaliste Carter Dotson de Gamezebo donné au jeu une critique positive, louant le jeu pour sa structure plus rapide que Sonic Jump et la monétisation du jeu, affirmant que « le jeu est étonnamment bon en ce qui concerne l'argent qu'il encourage les joueurs à dépenser » et qu'il peut être joué à moindre coût, tout en critiquant la répétitivité du jeu, tout en notant que le jeu était bon à jouer sur de courtes périodes, et en se plaignant que le personnage jouable peut parfois se fondre dans l'arrière-plan. Pocket Gamer a donné une critique négative, affirmant que le jeu n'était pas aussi amusant que le jeu original et que toute partie du jeu autre que le saut était inutile. La critique de Shaun Musgrave de TouchArcade est également négative, se plaignant des publicités du jeu et du temps nécessaire pour que la scène change, notant que le jeu était pire que Sonic Jump, tout en louant la mécanique fiévreuse du jeu, ses graphismes et la rapidité de son gameplay.